# Otuwhanga Island
Otuwhanga Island ist eine Insel vor der Nordküste der Nordinsel von Neuseeland.

## Geographie
Die 6 Hektar große Insel befindet sich 21 km ostnordöstlich von Russell am östlichen Ende der Bay of Islands und direkt an der Nordspitze von Cape Brett. Die 375 m lange und 286 m breit Insel erhebt sich bis auf 133 m aus dem Meer und wird nur durch eine 8 m breite Meerenge vom Festland getrennt. Rund 565 m nordöstlich befindet sich die Nachbarinsel Motukokako Island, die für das „The Hole in the Rock“ (Das Loch im Felsen) unter Touristen bekannt ist.
Administrativ gehört Otuwhanga Island zum Far North District der Region Northland.